# Фурт-ім-Вальд
Фурт-ім-Вальд (нім. Furth im Wald) — місто в Німеччині, розташоване в землі Баварія. Підпорядковується адміністративному округу Верхній Пфальц. Входить до складу району Кам.
Площа — 67,00 км2. Населення становить 8923 особи (станом на 31 грудня 2020).